# متیوز (نیوجرسی)
متیوز (به انگلیسی: Matthews) یک منطقهٔ مسکونی در ایالات متحده آمریکا است که در هاوول، نیوجرسی واقع شده‌است. متیوز ۳۲٫۹۲ متر بالاتر از سطح دریا قرار دارد.